# 南阳路 (上海)
南阳路 是中国上海市静安区境内一条东西向道路。东起陕西北路，西至铜仁路。全长472米。

## 历史
该路所在地原是上海西郊的农田。1899年划入上海公共租界。1906年，公共租界工部局修筑此路。东起西摩路，西至哈同路。
该路建成后，沿路建成住宅区。

## 交汇道路
- 陕西北路（租界时代名为西摩路）
- 西康路（租界时代名为小沙渡路）
- 铜仁路（租界时代名为哈同路）

## 沿路近代建筑
- 123号、145号 -- 上海教会南阳路聚会所，今静安体育馆
- 170号 -- 贝宅（1934年），今医工院后勤楼
- 208-228号（北京西路1341-1383号、铜仁路304-330号）-- 爱文公寓（联华公寓）